# Frank von Zerneck
Frank von Zerneck (* 3. November 1940 in New York City) ist ein US-amerikanischer Filmproduzent.

## Biografie
Frank von Zerneck wurde als Sohn des Schauspielers Peter von Zerneck (1908–1992) und der Agentin Francis von Zerneck geboren. Er besuchte die Fiorello H. LaGuardia High School of Music & Art and Performing Arts und machte 1965 seinen Bachelor in Drama an der Hofstra University. Anschließend begann er beim Theater in Los Angeles zu arbeiten, bevor er 1975 mit Robert Greenwald gemeinsam die Dokumentation Die 21 Stunden von München drehte. Seit 1987 führt er gemeinsam mit Robert M. Sertner die eigene Produktionsfirma Zerneck/Sertner Films.
Seit dem 15. Mai 1965 ist er mit Julie Hawthorne Mannix verheiratet. Er ist der Vater von Danielle von Zerneck und von Frank von Zerneck Jr.

## Filmografie (Auswahl)
- 1976: Die 21 Stunden von München (21 Hours at Munich)
- 1978: Deine Braut gehört mir (Getting Married)
- 1979: Die Weiche steht auf Tod (Disaster on the Coastliner) (Fernsehfilm)
- 1981: Wunder auf dem Eis (Miracle on Ice)
- 1982: Unter den Augen der Justiz (In the Custody of Strangers)
- 1983: Die Sünde der Schwester (Baby Sister)
- 1998: Cadillac Jack: Ein Cowboy gibt nie auf! (Still Holding On: The Legend of Cadillac Jack)
- 1999: Verhängnisvolle Vergangenheit (A Murder on Shadow Mountain)
- 2002: Just a Walk in the Park
- 2005: Category 7 – Das Ende der Welt (Category 7: The End of the World)
- 2005: Todesschwarm – Heuschrecken greifen an (Locusts)